# Demografia Danemarcei

Danemarca, diagramă de vârstă a populației

Populația Danemarcei este compusă din: danezi 96%; alții (inuiți, feorezi, turci etc.) 4%
- religii: evanghelico-luterani 83%; alții (musulmani, catolici, animiști, neo-păgâni)8%
- 47% din copii sunt crescuți  de cupluri necăsătorite sau monoparentale
- 75% din femei lucrează